# 2013 na televisão
Nesta página encontram-se os fatos, estreias e términos sobre televisão que acontecerão durante o ano de 2013.

## Na América do Norte

### Eventos

#### Janeiro
- 2 de janeiro — A Al Jazeera anuncia a compra da Current TV.[1][2]
- 5 de janeiro — O canal VH1 muda seu logotipo.[3][4]
- 7 de janeiro — A Univision renomeia a TeleFutura como UniMás.[5]
- 8 de janeiro — A ABC muda o Jimmy Kimmel Live! de horário, colocando-o em competição direta com o The Tonight Show with Jay Leno da NBC e o Late Show with David Letterman da CBS.[6]

#### Fevereiro
- 12 de fevereiro — A Comcast anuncia a compra dos 49% da NBCUniversal pertencentes à General Electric.[7][8]

#### Abril
- 1 de abril — A soap opera General Hospital, da ABC, comemora o seu 50° aniversário.[9]
- 3 de abril — A NBC anuncia que Jimmy Fallon irá suceder Jay Leno na apresentação do The Tonight Show em 2014.[10]

#### A ser anunciado
- Estreia do canal Univision Noticias.[11]

### Programas

#### Janeiro
- 15 de janeiro — Termina Don't Trust the B---- in Apartment 23 na ABC.[12]
- 18 de janeiro — Termina Fringe na Fox.[13]
- 31 de janeiro — Termina 30 Rock na NBC.[14]

#### Fevereiro
- 2 de fevereiro
  - Estreia Power Rangers Megaforce na Nickelodeon.[15]
  - Termina Victorious na Nickelodeon.[16][17][18]
- 3 de fevereiro — A CBS transmite o Super Bowl XLVII.[19]
- 16 de fevereiro — Estreia Wendell & Vinnie na Nickelodeon.[20][21]
- 22 de fevereiro - Termina CSI: NY na CBS[desambiguação necessária]

#### Maio
- 16 de maio — Termina The Office na NBC.[22]
- 19 de maio — Termina a 24ª temporada de The Simpsons na Fox.[23]
- 24 de maio — Termina 90210 no The CW.[24]

#### Junho
- 8 de junho — Estreia Sam & Cat na Nickelodeon.[25][26][27]
- 12 de junho - Cancelamento da Série Boa Sorte, Charlie! com o termino no dia 16 de fevereiro de 2014.

#### Agosto
16 de agosto - Cancelamento da série Wendell & Winnie com o termino no dia 22 de setembro.

#### A ser anunciado
- Término de Dexter no Showtime.[28]

## Na Ásia

### Eventos

#### Janeiro
- 2 de Janeiro - Termina Cardfight!! Vanguard: Asia Circuit, na TV Tokyo
- 5 de Janeiro - Estreia AKB0048 Next Stage, na Tokyo MX
- 6 de Janeiro
  - Estreia Yae no Sakura, na NHK
  - Estreia Love Live!, na Tokyo MX
- 13 de Janeiro - Estreia Cardfight!! Vanguard: Link Joker, na TV Tokyo
- 27 de Janeiro - Termina Smile Pretty Cure!, na TV Asahi

#### Fevereiro
- 3 de fevereiro - Estreia Dokidoki! Pretty Cure, na TV Asahi
- 10 de fevereiro - Termina Tokumei Sentai Go-Busters, na TV Asahi
- 17 de fevereiro - Estreia Zyuden Sentai Kyoryuger, na TV Asahi

#### Março
- 3 de março - Estreia Lady Joker na WOWOW.
- 29 de março - Estreia Itazura na Kiss～Love in TOKYO, na Fuji TV
- 30 de março
  - Após 175 episódios exibidos pela TV Tokyo, o anime Fairy Tail é encerrado e entra em hiato.
  - Termina Jun to Ai na NHK.
  - Termina AKB0048 Next Stage, na Tokyo MX
  - Termina Pretty Rhythm: Dear My Future, na TV Tokyo
- 31 de março - Termina a 1ª temporada de Love Live!, na Tokyo MX

#### Abril
- 1 de abril - Estreia "Amachan", na NHK
- 3 de abril - Estreia Karneval, na Tokyo MX
- 6 de abril
  - Estreia o anime Shingeki no Kyojin, na Tokyo MX
  - Estreia Pretty Rhythm: Rainbow Live, na TV Tokyo
- 7 de abril - Estreia LIVE MONSTER, na Nippon Television
- 12 de abril - Estreia Valvrave the Liberator, na TBS
- 14 de abril - Termina Lady Joker na WOWOW.
- 18 de abril - Termina Black & White: Adventures in Unova, na TV Tokyo
- 25 de abril - Estreia Black & White: Adventures in Unova and Beyond, na TV Tokyo

#### Junho
- 16 de junho - Vai ao ar o 600º episódio do anime One Piece, pela Fuji Television
- 26 de junho - Termina Karneval, na Tokyo MX
- 28 de junho - Termina Valvrave the Liberator, na TBS

#### Julho
- 4 de julho - Estreia Free! - Iwatobi Swim Club, na Tokyo MX
- 19 de julho - Termina Itazura na Kiss～Love in TOKYO, na Fuji TV
- 30 de julho - Vai ao ar pela Nippon Television o "SHINOBINGO", episódio especial de AKBingo!, em homenagem à graduação de Mariko Shinoda.

#### Agosto
- 10 de agosto - Estreia Yamada kun to 7 nin no Majo (Yamada e as Sete Bruxas), na Fuji TV
- 24 e 25 de agosto - Vai ao ar o 36º 24 Hour Television, pela Nippon Television

#### Setembro
- 18 de setembro - A Fuji Television exibe o 4º Janken Taikai realizado pelo AKB48 e seus grupos-irmãs.
- 26 de setembro - Termina Free! - Iwatobi Swim Club, na Tokyo MX
- 28 de setembro
  - Termina o anime Shingeki no Kyojin, na Tokyo MX
  - Termina Yamada kun to 7 nin no Majo (Yamada e as Sete Bruxas), na Fuji TV
  - Termina "Amachan" na NHK
- 30 de setembro - Estreia "Gochisosan", na NHK

#### Outubro
- 2 de outubro - Estreia Infinite Stratos 2, na TBS
- 3 de outubro - Termina Black & White: Adventures in Unova and Beyond, na TV Tokyo.
- 5 de outubro - Estreia o programa AKB48 Show! na NHK
- 17 de outubro - Estreia Pokémon: XY, na TV Tokyo

#### Novembro
- 5 de novembro - Estreia Midnight Bakery na NHK

#### Dezembro
- 15 de dezembro - Termina "Yae no Sakura", na NHK
- 24 de dezembro - Termina Midnight Bakery,[29] na NHK
- 24 e 25 de dezembro - A NHK exibe em duas partes o especial Christmas Drama: Tenshi no Jump.
- 31 de dezembro
  - A NHK transmite ao vivo o 64º Kouhaku Utagassen, tradicional programa musical de fim de ano da TV japonesa, esse ano apresentado por Haruka Ayase e Arashi.
  - Vai ao ar o especial Sword Art Online: Extra Edition, pela Tokyo MX.
  - Vai ao ar o "Johnny's Countdown 2013-2014", na TBS

## Na Europa

### Eventos

#### Novembro
- 23 de novembro — a série britânica da BBC One, Doctor Who, completa 50 anos, sendo a que há mais tempo está no ar. O aniversário será comemorado com um episódio especial.

## Nascimentos
| Data          | Nome                    | Profissão | Nacionalidade | Observações | Ref |
| ------------- | ----------------------- | --------- | ------------- | ----------- | --- |
| 17 de outubro | Phanchanokchon Phansang | ator      | Tailândia     |             |     |

## Mortes
| Data           | Nome             | Profissão         | Nacionalidade  | Observações | Ref    |
| -------------- | ---------------- | ----------------- | -------------- | ----------- | ------ |
| 14 de janeiro  | Conrad Bain      | ator              | Canadá         | n. 1923     | [ 30 ] |
| 4 de abril     | Roger Ebert      | crítico de cinema | Estados Unidos | n. 1942     |        |
| 19 de junho    | James Gandolfini | ator              | Estados Unidos | n. 1961     |        |
| 13 de julho    | Cory Monteith    | ator              | Canadá         | n. 1982     | [ 31 ] |
| 22 de julho    | Dennis Farina    | ator              | Estados Unidos | n. 1944     |        |
| 31 de agosto   | David Frost      | jornalista        | Inglaterra     | n. 1939     |        |
| 25 de outubro  | Marcia Wallace   | atriz e dubladora | Estados Unidos | n. 1942     |        |
| 30 de novembro | Paul Walker      | ator              | Estados Unidos | n. 1973     |        |
| 31 de dezembro | James Avery      | ator              | Estados Unidos | n. 1948     |        |